# Síndrome de Meigs
El síndrome de Meigs es la asociación de ascitis, derrame pleural y un tumor de ovario benigno (un fibroma), que se soluciona tras la resección del tumor. Por razones que se desconocen, el derrame pleural suele aparecer en el pulmón derecho. El epónimo proviene de Joe Vincent Meigs, quien lo describió en 1934.

## Diagnóstico diferencial
Este síndrome puede parecerse a  otras patologías. Debido a la aparición del derrame pleural de tipo trasudado, el diagnóstico diferencial debe incluir el fallo hepático (cirrosis), insuficiencia cardiaca congestiva, enfermedades renal y tumores metastásicos en la superficie peritoneal. Estas entidades deben ser excluidas para poder diagnosticar un síndrome de Meigs.

## Tratamiento
El tratamiento del síndrome de Meigs consiste en toracocentesis y paracentesis para evacuar el derrame pleural y la ascitis respectivamente. El tratamiento definitivo pasa por la resección quirúrgica del tumor causante del cuadro.